# Manuel Tilman (Politiker)
Manuel Tilman (* 20. August 1946 in Fatubessi, Portugiesisch-Timor) ist ein osttimoresischer Politiker der Klibur Oan Timor Asuwain (KOTA). Außerdem ist er Generalsekretär der Osttimoresischen Anwaltsvereinigung (AATL).

## Privates
Tilman ist Rechtsanwalt und hat lange Zeit in Portugal und Macau gearbeitet. Nach seiner Rückkehr nach Osttimor nach der Beendigung der indonesischen Besetzung arbeitete er als Lehrer an einer Universität. Während der Besatzungszeit soll Tilman enge Beziehung zur Familie des indonesischen Präsidenten Suharto gehabt haben.
Tilman ist Angehöriger der Mambai-Ethnie aus dem Westen des Landes. Von seiner portugiesischen Frau ist er geschieden.

## Politische Karriere
Tilman war einer der Bewohner des Casa dos Timores in Lissabon.
Von 2001 bis 2012 war Tilman Abgeordneter im Parlament von Osttimor, seit den Wahlen 2007 der einzige der Partei. Bei den Wahlen 2012 scheiterte die KOTA an der Drei-Prozent-Hürde.
Der „exzentrische“ PPT-Chef Jacob Xavier beschuldigte Tilman mehrmals des Diebstahls von Vermögen. Im Mai 2005 umzingelten etwa 20 PPT-Anhänger das Wohnhaus von Tilman und forderten die Herausgabe von zwei Millionen US-Dollar, die Tilman angeblich von zwei britischen Konten Xaviers entwendet haben soll. Die Polizei sorgte dafür, dass nichts Schlimmeres passierte.
Tilman war zweimal Präsidentschaftskandidat der KOTA. Bei den Wahlen 2007 schied er bereits nach der ersten Runde am 9. April mit 4,09 % der Stimmen aus. Immerhin erhielt Tilman in sieben Sucos in Ainaro die meisten Stimmen dank der Unterstützung von Jacob Xavier und seiner PPT. Als einziger der unterlegenen Kandidaten der ersten Runde empfahl Tilman seinen Wählern in der zweiten Runde Francisco Guterres von der FRETILIN zu wählen, der dann aber dem unabhängigen Kandidaten José Ramos-Horta unterlag. Bei den Präsidentschaftswahlen 2012 trat Tilman erneut an und erhielt nur noch 1,56 % der Stimmen.
2011 kam es zum Machtkampf in der Partei. Die internen Machtkämpfe eskalierten, als Tilman eigenmächtig versuchte, die Partei in ein Bündnis mit der FRETILIN zu bringen. Tilman setzte sich durch, auch wenn der provisorische Parteichef Pedro da Costa Ramalho im Mai 2011 dessen Rücktritt als Generalsekretär forderte, da die Mehrheit der Mitglieder Tilman nicht mehr anerkennen würden. Ramalho warf Tilman den Missbrauch von Parteigeldern vor und, dass er niemals an Sitzungen des Zentralkomitees teilnehme. Schließlich spaltete sich unter Führung von Ramalho die Associação Popular Monarquia Timorense von der KOTA ab.
Von 2010 bis 2014 war Tilman Vizepräsident des Nationalen Exekutivrates des Cruz Vermelha de Timor-Leste (CVTL), des osttimoresischen Roten Kreuzes. Von 2014 bis 2018 war er einfaches Mitglied des Rates.

## Politische Standpunkte
Während seines Präsidentschaftswahlkampfes 2007 erklärte Tilman in einem Interview, er sei ein „Sozialist, Monarchist und Mystiker“. Er sei ein Nachkomme der frühsten Könige Timors.
Tilman propagiert die Vereinigung mit dem indonesischen Westteil der Insel (Groß-Timor), auch wenn das Projekt derzeit nicht aktuell sei. Mit diesem Ziel steht er auf weitem Raum allein in der osttimoresischen Politik.
Im April 2016 kündigte Tilman eine Zusammenarbeit mit der PLP an. Allerdings verschwand kurz darauf die KOTA als registrierte Partei von den offiziellen Listen.